# Kilometri (album)
Kilometri è il settimo album discografico del gruppo musicale italiano Amari, pubblicato nel 2013.

## Il disco
Il disco è stato realizzato tra il 2010 e il 2012 in diverse città tra Milano e il Friuli (regione di origine del gruppo) ed è strato registrato a Città di Castello (Umbria) con l'ausilio di Leonardo "Fresco" Beccafichi.
Vi collaborano Sergio Maggioni, Pietro Fabbri e Enrico Librio.
Il singolo di lancio è Il tempo più importante.

## Tracce
1. Aspettare, aspetterò
2. Ti ci voleva la guerra
3. Africa
4. Il tempo più importante
5. Il cuore oltre la siepe
6. La ballata del bicchiere mezzo vuoto
7. A questo punto
8. Kilometri
9. Rubato